# Michael Madsen (fodboldspiller, født 1967)
 Der er flere personer med dette navn, se Michael Madsen.
Michael Madsen (født 1967) er en dansk forhenværende professionel fodboldspiller, hvis primære position var som midtbanespiller.

## Spillerkarriere
Madsen indledte sin seniorkarriere i Brøndby IF, som tre sæsoner forinden for første gang var rykket op i den bedste danske fodboldrække (den daværende 1. division). Den fysisk stærke midtbanespiller opnåede samlet 18 optrædener for Brøndby IFs bedste mandskab, på daværende tidspunkt under ledelse af cheftræner Tom Køhlert og var således tilknyttet holdet, der vandt klubbens første danske Danmarksmesterskab i 1985-sæsonen. I den efterfølgende 1986-sæson formåede Vestegnsklubben kun at tilspille sig en samlet andenplads i 1. division, fire point efter AGF på førstepladsen.
Spillerkarrieren fortsatte dernæst i fodboldafdelingen af Greve IF inden starten på 1987-sæsonen, der imidlertid samme år blev degraderet til 3. division (daværende tredjebedste fodboldrække) på grund af ulovlige kontrakter med klubbens spillere.
I 1988 blev Madsen i stedet hentet til hollandsk fodbold og førsteholdet i SBV Vitesse, der på dette tidspunkt spillede i den næstbedste hollandske fodboldrække, Eerste divisie og i 1987/88-sæsonen var endt på en 9. plads (i de professionelle rækker). I 1988/89-sæsonen vandt man rækken, et enkelt point foran FC Den Haag, og sikrede sig dermed oprykning til Æresdivisionen. Midtbanespilleren fik dog delvist sin sæson i den bedste hollandske række ødelagt grundet en skade. SBV Vitesse endte på fjerdepladsen i 1989/90-sæsonen.
Efter halvandet år i Holland besluttede Greve IF Fodbold at købe Madsen tilbage forud for 1990-sæsonen, hvor han spillede en enkel sæson.
I 1991 foretog Madsen et klubskifte til den nyligt nedrykkede 1. divisionsklub Herfølge Boldklub. Spillerkarrieren blev afbrudt grundet en seks uger lang varetægtsfængsling i Vestre Fængsel i efteråret 1991 (løsladt i den 3. januar 1992), sigtet af politiet i en større hash-sag efter hans kammerat var blevet taget i tolden ved landegrænsen i Kruså for at forsøge at smugle 25 kilo hash i sin bagage ind i Danmark.
Boldklubben Avarta lavede i stedet en aftale med Madsen om at fortsætte fodboldspillet i Rødovre-klubben med træningsstart fra den 19. januar 1992. Midtbanespilleren blev noteret for to officielle kampe.

## Liste over titler/Hæder

### Klub
- Brøndby IF:
  - Danmarksmester 1985
  - Sølv-medaljer i 1. division 1986 (bedste række)
- SBV Vitesse:
  - Vinder af Eerste divisie 1988/99 (næstbedste række)